# Simon XXIII Ishaya
 (septembre 2022).
Mar Simon XXIII Ishaya (ou Shimun XXI Ishaï / Eshai / Simon Jesse voire Isaïa / Isaïe), né le 26 février 1908 à Qotchanès au sud-est de l'actuelle Turquie et mort assassiné le 6 novembre 1975 à San José en Californie (États-Unis d'Amériques), est catholicos-patriarche de l'Église apostolique assyrienne de l'Orient de 1920 à sa mort. Il est le dernier patriarche à avoir été désigné selon un mode héréditaire.

## Biographie

### En Orient
Il appartient à la famille Shimun (en) c'est-à-dire Simon, la « Shimunaya », qui donna pendant plusieurs siècles des patriarches à l'Église apostolique assyrienne de l'Orient héritière de l'Église de l'Orient autrefois florissante dans l'Empire perse et qui s'était développée jusqu'en Inde et le long de la route de la soie. Au début du XXe siècle elle n'a plus au Moyen-Orient que plusieurs dizaines de milliers de fidèles, organisés selon un mode tribal et fréquemment persécutés sur le long terme. Le pouvoir du patriarche n'est pas seulement spirituel, il est aussi temporel sur son peuple. Le génocide assyrien perpétré par les Turco-Kurdes entre 1915 et 1918 les disperse encore plus.
Il est le fils du général assyrien David (d') Mar Shimun (1889-1974, frère de Simon XXI Benjamin et de Simon XXII Paul) et de son épouse Esther (d') Beth Matran. C'est lui qui est désigné comme héritier au patriarcat après la mort en exil dudit Simon XXII son oncle en 1920.
C'est à l'âge de douze ans qu'il est consacré catholicos-patriarche par son oncle maternel Joseph Khnanicho (1893-1977). La cérémonie a précisément lieu le 20 juin 1920 dans le camp de réfugiés de Bakouba à 50 kilomètres au nord de Bagdad en Irak actuel, camp que les autorités britanniques ont ouvert pour les Assyriens ayant fui le génocide perpétré par les Ottomans. Joseph Khnanicho, métropolite de Rustaqa (en) et évêque depuis l'âge d'environ vingt ans, est dans sa vingt-septième année et assisté par le jeune patriarche consacré à une douzaine d'années à peu près et l'évêque de Jilu / Djelou (en) depuis ses treize ans environ Mar Zaya Sargis, dans la cérémonie de consécration de son neveu Ishaï(a) comme Mar Shim(o)un XXIII.
Ledit oncle Joseph Khnanicho donne en réalité ses priorités à Simon XXIII pendant sa minorité, avec aussi des avis initialement pris en compte de l'évêque de la Métropole orthodoxe du Malabar et de toute l'Inde Mar Abimalek Timotheus / Abimalek Timothée (en) (1878-30 avril 1945). Du point de vue politique en revanche ce sont d'autres membres directs de la famille du jeune patriarche qui donnent leurs directives notamment sa tante Surma D'(Bait) Mar Shimun (en) (1883–1975 un peu après) la sœur de Mar Shimun XIX Benyamin / Simon XXI Benjamin ou son père le général David d'Mar Shimun (en). La question se pose alors dans certains milieux de la nécessité d'un « homeland » c'est-à-dire d'un territoire national pour tous ces Assyriens chrétiens déplacés dont la majorité se trouve désormais au nord de la Syrie sous mandat français et surtout au nord de l'actuel Irak sous mandat britannique qui faisait partie de la Mésopotamie administrée par la Grande-Bretagne. Cette interrogation est ainsi soulevée par ces milieux jusqu'à la Société des Nations et nourrie par la famille du patriarche alors que l'émir Fayçal poussé par les anglophones devient le roi Fayçal Ier d'Irak en 1921.
Le jeune patriarche poursuit quatre années d'études en Angleterre de 1924 à 1927, au Saint Augustine's College (en) de Cantorbéry (Kent) puis à Wescott House (en) qui est aussi un collège (une faculté pour premières années), d'obédience anglicane plutôt libérale au sein de l'université de Cambridge. Ishaïa s'y spécialise en histoire et en science politique puis retourne en Mésopotamie en 1927 se lancer activement en politique. Par l'entremise de la puissance mandataire, il adresse en 1931 et 32 quatre pétitions à la Société des Nations concernant son peuple. Il y exige au nom de la minorité assyrienne la constitution d'un territoire pour officialiser une nation indépendante dans la région des montagnes de Hakkiari (aujourd'hui au Kurdistan versant turc), son propre berceau d'où les Assyriens furent chassés en 1915, et pour former aussi une région autonome dans le nord de la Mésopotamie britannique. Les exigences du patriarche sont en grande partie refusées à Genève mais ladite S.D.N. préconise tout de même l'établissement des Assyriens « en unités homogènes » en fait séparées dans le nord de l'Irak.
Après la fin du mandat britannique en ex-Mésopotamie en octobre 1932 l'Irak devient indépendant et la minorité assyrienne accusée de collusion avec l'ancienne puissance mandataire est soumise à des vagues de meurtres sous prétexte de ses tentatives d'autonomie inspirée du modèle ottoman de la suzeraineté religieuse et temporelle du catholicos assyrien (système du millet). Seule une minorité d'ecclésiastiques et de notables plaidait pour l'intégration des Assyriens dans la nouvelle nation irakienne et préconisait une limitation des pouvoirs du catholicos-patriarche. Le 28 mai 1933 le gouvernement irakien propose à Simon XXIII une reconnaissance plus élargie de son pouvoir spirituel en échange d'une renonciation à du pouvoir temporel, essuyant un refus du patriarche dans une déclaration du 3 juin 1933. Il est mis en état d'arrestation le 29 juin 1933 à Bagdad. Un mois plus tard un millier de partisans assyriens venus de Syrie voisine alors sous mandat français viennent soutenir le patriarche et s'affronter le 4 août à des troupes irakiennes tandis qu'en représailles des Kurdes et des milices arabes incendient et pillent des villages assyriens. Plusieurs milliers d'Assyriens y trouvent la mort qui culmine au massacre de Simele dans toute la région du nord de Mossoul. Quelques jours plus tard à la mi-août 1933, Simon XXIII et toute sa famille sont exilés sous l'autorité du British Foreign Office en Palestine mandataire puis directement à Chypre également sous mandat britannique afin d'isoler le patriarche de son peuple de Syrie et d'Irak. Le roi Fayçal meurt quant à lui le 8 septembre 1933.

### Exil nord-américain
Le 29 juin 1940 Simon XXIII s'installe aux États-Unis d'Amérique qui ne sont pas encore directement entrés dans  la deuxième guerre mondiale, d'abord à Chicago puis en 1954 à San Francisco où se trouve l'église patriarcale "Mar Narsaï". Il prend la nationalité américaine. Sa famille qui était installée en Angleterre depuis 1951 émigre à son tour aux États-Unis en 1961.
Simon XXIII continue ses activités politiques jusqu'en 1948 puis finit par se concentrer sur le soutien des paroisses de la diaspora assyrienne aux U.S.A. comme un simple évêque diocésain. Il ordonne pour la première fois depuis son entrée en fonction un évêque en 1952, Mar Thoma Darmo de Bagdad, pour la Métropole du Malabar et de toute l'Inde. Il profite aussi de ces années d'exil pour traduire des livres de théologie et d'histoire de l'Église de l'Orient de l'araméen ou du syriaque en anglais. Il passe aussi une grande partie de son temps à visiter les communautés assyriennes de l'étranger, le territoire d'Irak lui étant interdit. En 1961 il voyage en Inde, en Iran, au Liban et en Syrie (sans avoir le droit de se rendre dans la vallée du Khabour où se trouvent la plupart des Assyriens). Le 13 février 1962, il consacre à Téhéran, pour la première fois depuis la Première Guerre mondiale, un évêque pour la communauté assyrienne et une nouvelle église. Cet évêque sera son successeur le futur Dinkha IV.
En 1964 il abolit le calendrier julien en vigueur dans sa communauté pour l'y remplacer par le calendrier grégorien, avec l'assentiment de son oncle Joseph Khnanicho qui fait office de chef spirituel assyrien en Irak même en l'absence de son neveu interdit de territoire. Cela provoque une opposition minoritaire de quelques paroisses d'Irak et d'Inde au sein de cette Église, aboutissant en 1968 à un schisme dirigé par Mar Thoma Darmo et à la formation de l'Ancienne Église de l'Orient sur fond de rivalités politico-religieuses.
À l'automne 1964 il accepte l'invitation du pape catholique Paul VI de se rendre avec George Lamsa (en) (1892-1975 un peu avant) à Rome en tant qu'observateurs des dernières sessions du concile de Vatican II. L'interdiction de se rendre en Irak est levée en 1970 ce qui lui permet de retourner à Bagdad visiter ses communautés, cependant il refuse l'invitation du gouvernement à y résider et installer le siège de son Église. Le gouvernement reconnaîtra alors en 1972 la consécration du jeune Shlemun Giwargis né en 1950 comme le patriarche dissident Addai II de Bagdad. Entre-temps Simon XXIII favorise l'usage de langues vernaculaires pour ses paroisses de l'étranger. Ainsi la première paroisse assyrienne de langue anglaise est formée à Seattle, dans l'État de Washington toujours aux États-Unis et à environ 155 km du Canada sur la côte ouest Pacifique du nouveau continent.

### Fin de "règne" et meurtre
Le 16 août 1973 contre toute attente et alors que le célibat est une obligation pour les évêques, les moines et a fortiori les patriarches de l'Église de l'Orient, Simon XXIII alors âgé de soixante-cinq ans épouse à Seattle une dénommée Emama Yokhanan de plus de trente ans sa cadette qui va lui donner deux enfants. Moins d'un mois après ce scandale un synode de six évêques assyriens en fonction (Mar Dinkha de Téhéran son futur successeur, Mar Narsaï de Baz, Mar Aprim Khamis, Mar Youkhanna Philippos Aziz, Mar Youkhana Oraham et Mar Daniel Yaqou) réunis en l'église maronite "du Christ-Roi" de Beyrouth le destitue et le réduit à l'état laïc. Mais Simon XXIII refuse cette décision qui selon lui est infondée en droit et inopérante. Au début de l'année 1975 il ordonne et élève même à l'épiscopat deux Italiens auparavant prêtres selon le rite orthodoxe russe : Mar Claudio Vettorazzo pour (L') Aquileia aux confins nord-est de l'Italie et Mar Giovanni Basciu pour la Sardaigne. La crise est à son comble dans la communauté, à tel point que le 6 novembre 1975 l'autre Assyrien de l'étranger David Malek Ismaïl né en 1935 le tue d'un coup de revolver devant sa maison californienne de San José, même si d'autres motifs semblent avoir aussi compté dans cet assassinat. L'assassin sera condamné à la prison à vie mais finalement libéré au terme de douze années.
La dépouille de l'ancien patriarche repose au Turlock Memorial Park. Avec lui s'est donc ainsi terminé le mode héréditaire de transmission du patriarcat de l'Église assyrienne, son successeur Dinkha IV ayant été élu par les évêques de ladite Église.